# Jules Rolland (tennis de table)
Pour les articles homonymes, voir Rolland et Jules Rolland.
Jules Rolland  est un pongiste français né le 4 septembre 2000 à Rennes. Il est international français. Il est classé 67e mondial en juillet 2024.

## Biographie
Il a commencé le tennis de table à l'âge 4 ans. Il est passé par le pôle espoir de Rennes puis il est rentré à l'INSEP l'année de sa terminale. Il a obtenu son bac S avec mention très bien et il poursuit ses études en licence de mathématiques physique afin de devenir ingénieur.
Il est champion de France en simple cadet en 2015 et en simple junior en 2017. Il remporte également deux titres en double mixte avec Lucie Gauthier aux championnats d'Europe junior en 2017 et 2018.

## Carrière
En 2023, il obtient une médaille de bronze aux championnats d'Europe de tennis de table, avec l'équipe de France composée d'Alexis et Félix Lebrun et de Can Akkuzu.
En février 2024, il est médaillé d'argent aux Championnats du monde de tennis de table par équipes 2024, à Busan (Corée du Sud), avec Alexis Lebrun, Simon Gauzy, Félix Lebrun et Lilian Bardet. L'équipe de France est défaite en finale par la Chine (3 matchs à 0). Cela faisait 27 ans que l'équipe de France masculine n'avait pas remporté de médaille aux championnats du monde par équipes (la dernière étant également une médaille d'argent en 1997).
En 2024, il est remplaçant pour l'équipe de France de tennis de table lors des jeux Olympiques de Paris, où l'équipe obtient la médaille de Bronze.
En 2025, il est titré en double mixte au WTT Contender de Lagos (Nigéria) et en double messieurs au WTT Feeder de Spokane (Etats-Unis).

## Parcours en club
Il joue pour son club formateur le Thorigné Fouillard TT, qui évolue en pro A pour la saison 2024-2025.